# سبرينغفيلد (فيرمونت)
سبرينغفيلد (بالإنجليزية: Springfield, Vermont)‏ هي بلدة تقع في مقاطعة وندسور (فيرمونت) بولاية فيرمونت في الولايات المتحدة. تأسست عام 1761، تبلغ مساحتها 128.1 (كم²)، وترتفع عن سطح البحر 162 م، بلغ عدد سكانها 9373 نسمة في عام 2010 حسب إحصاء مكتب تعداد الولايات المتحدة وتصل الكثافة السكانية فيها 73.4 نسمة/كم2.

## أعلام
- راسيل دبليو. بورتر
- جورج إم. دارو
- ماري ليند كرايغ
- لويس ر. موريس
- دودلي ك. هاسكيل

## وصلات خارجية
- www.springfieldvt.govoffice2.com
- The US50 - Cities and Towns in Vermont State
- Vermont Cities and Towns, Facts, Map, Flag, Colleges, Government, and More